# Ухтозеро (озеро, Беломорский район)
Ухтозеро — озеро на территории Сумпосадского сельского поселения Беломорского района Республики Карелии.

## Общие сведения
Площадь озера — 1,7 км², площадь водосборного бассейна — 17,4 км². Располагается на высоте 30,7 метров над уровнем моря.
Форма озера лопастная. Берега изрезанные, каменисто-песчаные.
С восточной стороны озера вытекает река Ухтица, втекающая в реку Руйгу, впадающая в Онежскую губу Белого моря (Поморский берег).
В озере порядка десяти безымянных островов различной площади, однако их количество может варьироваться в зависимости от уровня воды.
С южной стороны озера проходит лесная дорога.
Код объекта в государственном водном реестре — 02020001411102000009131.